# Euproctis hyalogenys
Euproctis hyalogenys är en fjärilsart som beskrevs av Collenette 1947. Euproctis hyalogenys ingår i släktet Euproctis och familjen tofsspinnare. Inga underarter finns listade i Catalogue of Life.